# Skäraskogs naturreservat
Skäraskog är ett naturreservat i Uppvidinge kommun i Kronobergs län.
Området är skyddat sedan 1959 och är 1,5 hektar stort. Det är beläget nordost om Lenhovda och består av odlingslandskap, naturbetesmark och äng.

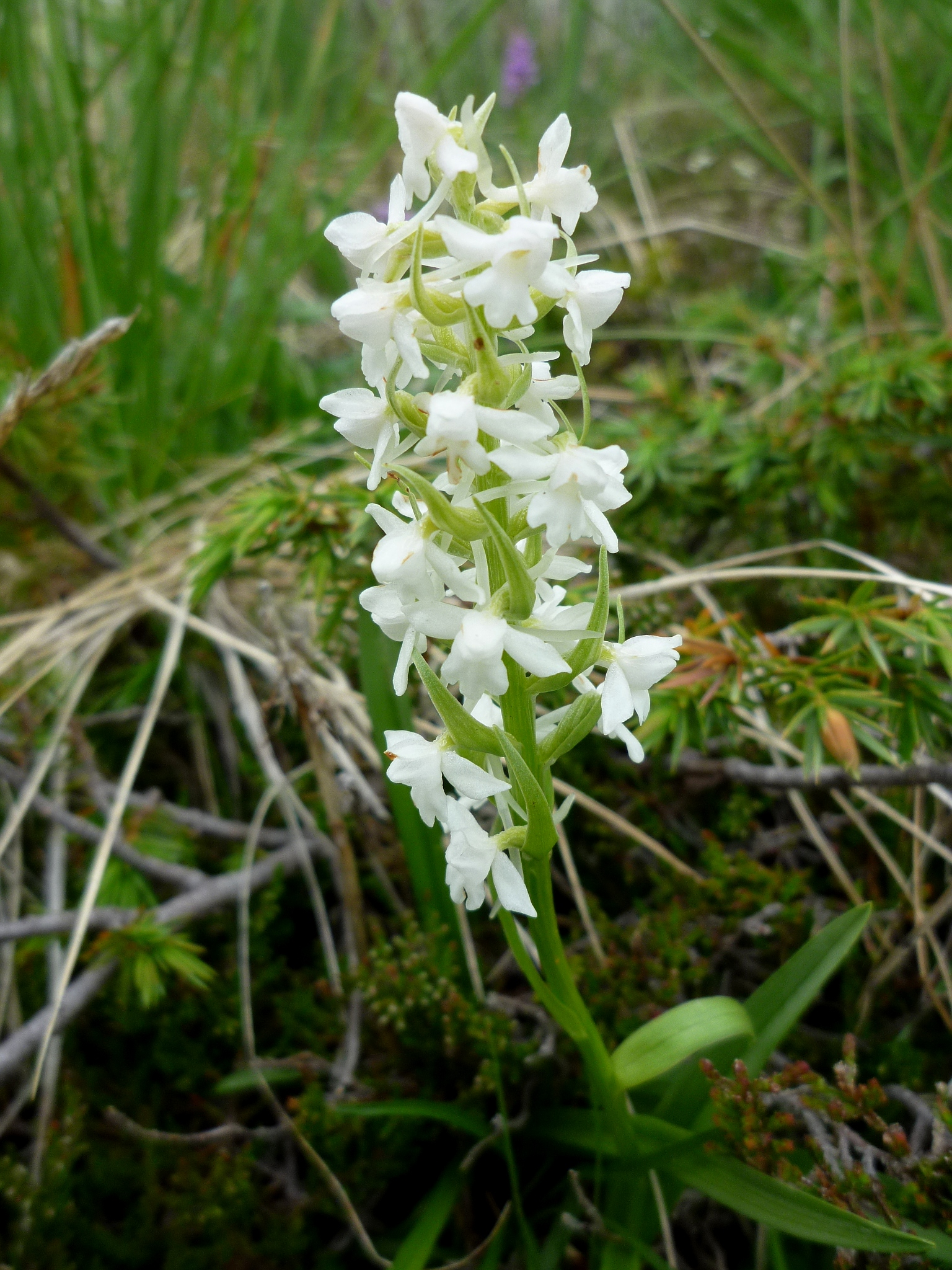
Grönvit nattviol

De båda slåtterängarna är artrika och omgivna av ett ålderdomligt odlingslandskap. Den norra ängen är en löväng med hamlade askar. På dessa finner man t.ex. almlav, lunglav och guldlockmossa.
På ängarna växer bland andra kattfot, slåttergubbe, prästkrage, jungfrulin, grönvit nattviol, fältgentiana och spindelört. 